# Kai Hafez
Kai Hafez (* 1964 in Bielefeld) ist ein deutscher Politik- und Medienwissenschaftler. Seit 2003 ist er Professor für Vergleichende Analyse von Mediensystemen und Kommunikationskulturen an der Universität Erfurt.

## Leben
Hafez studierte von 1985 bis 1994 Politikwissenschaft, Neuere Geschichte, Journalistik und Islamwissenschaft an der Universität Hamburg und der Georgetown University in Washington, D.C. Anschließend war er ab 1995 als wissenschaftlicher Mitarbeiter am Deutschen Orient-Institut in Hamburg tätig und promovierte. Er wurde 2001 habilitiert und erhielt die Lehrbefugnis im Fach Politikwissenschaft. Parallel zu seiner Tätigkeit in Erfurt hatte er von 2002 bis 2009 eine Gastprofessur am Institut für Soziologie der Universität Bern. Gastdozenturen und Forschungsaufenthalte führten ihn außerdem an die University of Cambridge, die University of Oxford, die Hamburg Media School, sowie die Amerikanische Universität Kairo. Von 2006 bis 2009 war er Mitglied der Deutschen Islamkonferenz, innerhalb der er sich an der Arbeitsgemeinschaft „Wirtschaft und Medien“ beteiligte. Seit 2020 ist er Mitglied im Unabhängigen Expertenkreis Muslimfeindlichkeit (UEM) des Bundesministerium des Innern und für Heimat.
Hafez’ Tätigkeit an der Universität Erfurt bewegt sich im Grenzraum von Kommunikations- und Politikwissenschaft. Er forscht einerseits zu den politischen Beziehungen zwischen dem Westen und der islamischen Welt, dem Vergleich dieser beiden politischen Kulturen und Muslimen im Westen, andererseits zur Theorie der Auslandsberichterstattung, kulturvergleichender Medienethik, der Kommunikation zwischen islamischer und westlicher Welt, Medien im Nahen Osten sowie Medien und Einwanderung.
Er ist Mitglied des Rats für Migration. Hafez war mit Alexander Thumfart im Februar 2020 im Kontext der Regierungskrise in Thüringen Koordinator einer Erklärung von 163 Wissenschaftler der Universität Erfurt, die demokratischen Zusammenhalt forderten, sich gegen die AfD Thüringen wandten und für Neuwahlen zum Thüringer Landtag aussprachen.

## Werke (Auswahl)
- Orientwissenschaft in der DDR. Zwischen Dogma und Anpassung, 1969–1989. Hamburg 1995. ISBN 3-89173-038-1 (= Dissertation Hamburg 1995).
- „Heiliger Krieg“ gegen den Westen. Das Gewaltbild des Islam in der deutschen Presse. Köln 1996.
- Der Islam und der Westen. Anstiftung zum Dialog. Fischer Taschenbuch Verlag, Frankfurt a. M. 1997.
- Islam and the West in the Mass Media. Fragmented Images in a Globalizing World. Hampton Press, Cresskill NJ 2000.
- Mass Media, Politics and Society in the Middle East. Hampton Press, Cresskill NJ 2001.
- Die politische Dimension der Auslandsberichterstattung, 2 Bände. Baden-Baden 2002. ISBN 3-7890-7737-2, ISBN 3-7890-7738-0 (= Habilitation)
- Mythos Globalisierung. Warum die Medien nicht grenzenlos sind. Wiesbaden: VS Verlag für Sozialwissenschaften 2005, ISBN 978-3531146706.
- Heiliger Krieg und Demokratie. Radikalität und politischer Wandel im islamisch-westlichen Vergleich. Bielefeld: Transcript 2009, ISBN 978-3-8376-1256-1.
- The Islamic World and the West. Brill, Leiden/New York/Köln 2009.